# Jaspreet Kaur Sagoo
Jaspreet Kaur Jessica Sagoo (16 de enero de 1996) es una deportista británica que compite en tiro con arco, en la modalidad de arco recurvo. En los Juegos Europeos de Cracovia 2023 consiguió una medalla de oro en la prueba por equipo.

## Palmarés internacional
| Juegos Europeos | Juegos Europeos    | Juegos Europeos | Juegos Europeos |
| Año             | Lugar              | Medalla         | Prueba          |
| --------------- | ------------------ | --------------- | --------------- |
| 2023            | Cracovia (Polonia) | Medalla de oro  | Equipo          |